# 1352 Wawel
1352 Wawel (1935 CE) là một tiểu hành tinh vành đai chính được phát hiện ngày 3 tháng 2 năm 1935 bởi S. Arend ở Đài thiên văn Hoàng gia Bỉ.